# 福山町
福山町（ふくやまちょう）は、鹿児島県の中央部にあった町である。
黒酢や福山黒牛などで知られている。2005年11月7日に国分市などと合併して霧島市の一部となった。

## 地理
福山町は海岸沿いの地区である下場（したば）と台地の地区である上場（うわば）に地形がわかれており、両者は300-400メートルの崖で隔てられている:812。全体的に平坦地が少ない。気候は下場では年平均気温が18.7度と温暖。上場では年平均気温が15度で、冬には氷点下5〜6度になることもあり、県下において最低気温を記録することも少なくない。
- 山：荒磯岳
- 河川：菱田川、前川、月野川、二瀬元川

## 歴史
中世には「廻（めぐり）」と呼ばれていた:813。近世には外城の福山郷として再編成され:642、海運では廻の浦、陸運では日向国庄内（都城市）へ向かう日向筋の基点があって交通の要所だった:641。近代においても福山港が鹿児島と内陸を結ぶ最短コースの港として活況を呈し、最盛期には川内港と移出入額で1・2位を競っていたが、大正・昭和にはいって鉄道・自動車交通が発達すると衰退した:814。

### 年表
- 927年（延長5年） - 宮浦神社、延喜式に撰せられる。現在の宮浦宮はその後身とみられる[3]:644
- 1561年（永禄4年） - 廻城を得た肝付兼続と島津氏の戦いで島津忠将他約70人戦死
  - 一説に、この戦闘で多くの戦死者を出した島津氏が「禍転じて福となす」として地名を廻から福山に改名したという[2]:561。実際の改名の経緯は明らかでない[2]:813
- 1574年（天正2年） - 廻城城主の肝付兼亮が島津氏に降伏
- 1580年（天正8年） - 島津義久により当時九州で最大規模の福山牧を創設[2]:813 （「牧之原」の地名の由来）
- 1779年（安永8年） - 桜島の安永大噴火により福山牧が壊滅的な被害を受け、一部が使用停止となる[2]:813[3]:641
- 1820年（文政3年） - 竹之下松兵衛により酢作りが始まる[3]:641
- 1871年（明治4年） - 廃藩置県により7月に鹿児島県、11月に都城県に所属するが、翌年都城県が廃止されると鹿児島県に戻る[2]:813
- 1877年（明治10年）- 西南戦争で政府軍艦の艦砲射撃を受け、陸地でも戦闘があった[3]:641。
- 1887年（明治20年）- 囎唹郡の分割に伴い、西囎唹郡に属する[2]:814[3]:641。この頃、福地村が牛根郷から福山郷に移る[3]:644
- 1889年（明治22年）- 町村制施行に伴い、福山郷は福山村になる。福山郷を構成していた福山村・福山浦町・福沢村・佳例川村・福地村は福山村の大字となる[2]:814
- 1897年（明治30年）4月1日 - 郡の統合により姶良郡に所属[4]。
- 1929年（昭和4年） - 福山村が町制を施行し福山町となる。
- 1945年（昭和20年）- 枕崎台風で福山港が壊滅的打撃を受ける[2]:814。
- 1953年（昭和28年） - 旧田中別邸を福山町が購入
- 1972年（昭和47年） - 国鉄大隅線が開通。福山町には大隅福山駅と大廻駅の2駅があった[3]:641
- 1987年（昭和62年） - 国鉄大隅線廃線
- 1991年（平成3年） - 日本一の花文字「フクヤマ」を惣陣ヶ丘に植栽
- 2001年（平成13年） - 町パークゴルフ場完成
- 2003年（平成15年） - 周辺1市6町で姶良中央地区合併協議会を設立
- 2005年（平成17年） - 霧島市誕生。

## 行政
- 前町長：小原 健彦

## 経済

### 産業
- 福山酢
- 福山黒牛
- 錦江パール（小みかん）

## 地域

### 教育

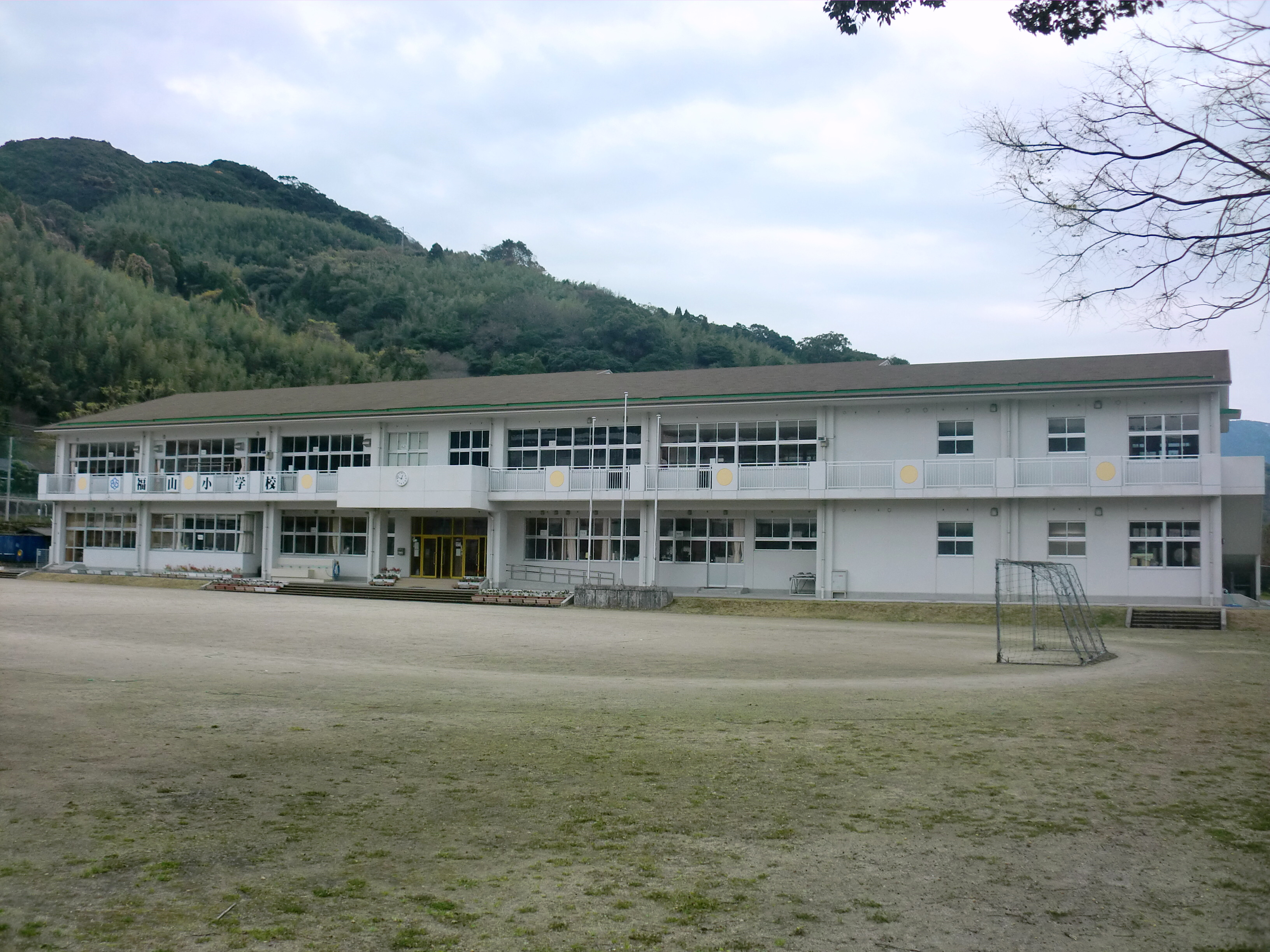
福山町立福山小学校
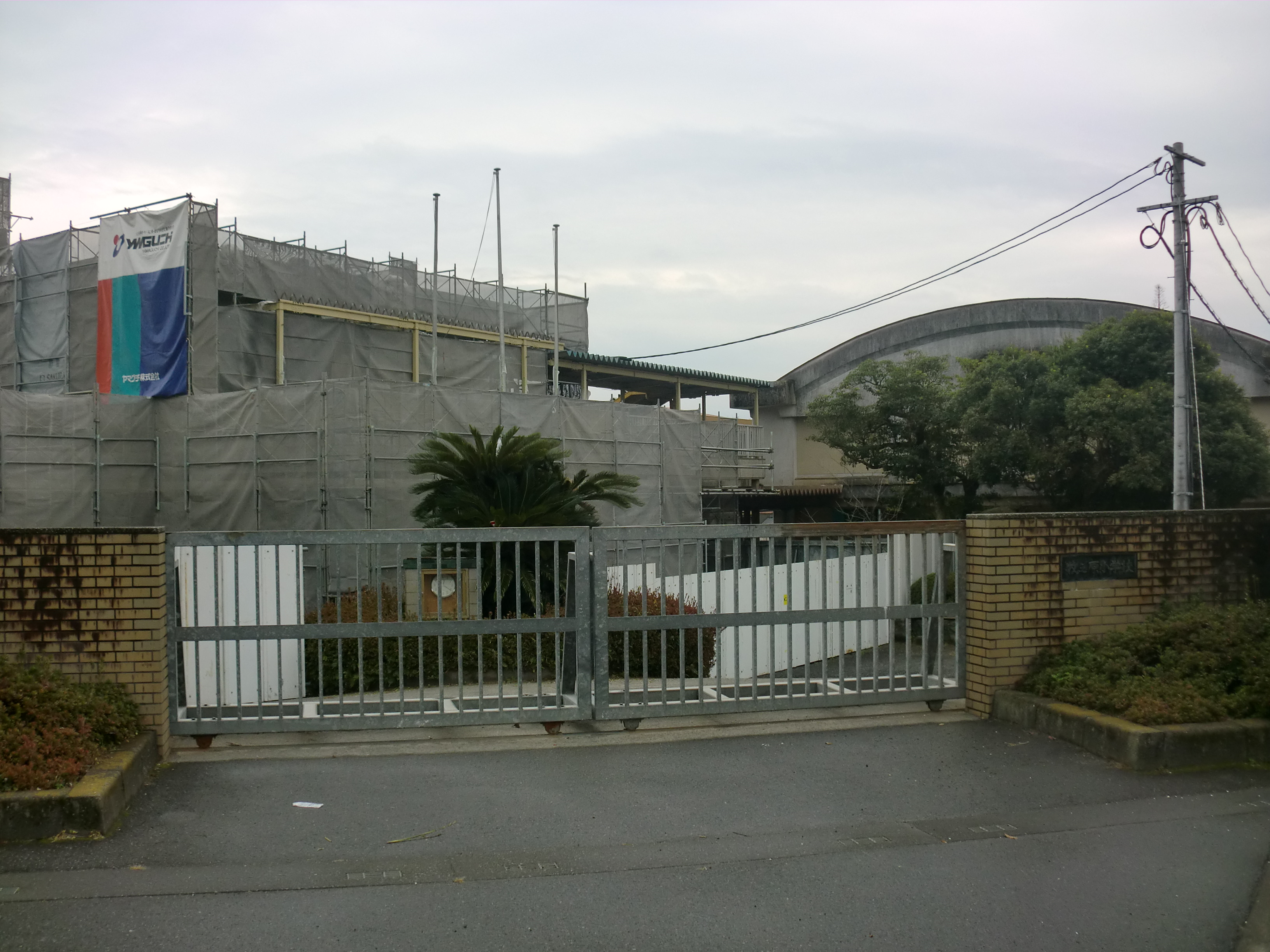
福山町立牧之原小学校

高等学校

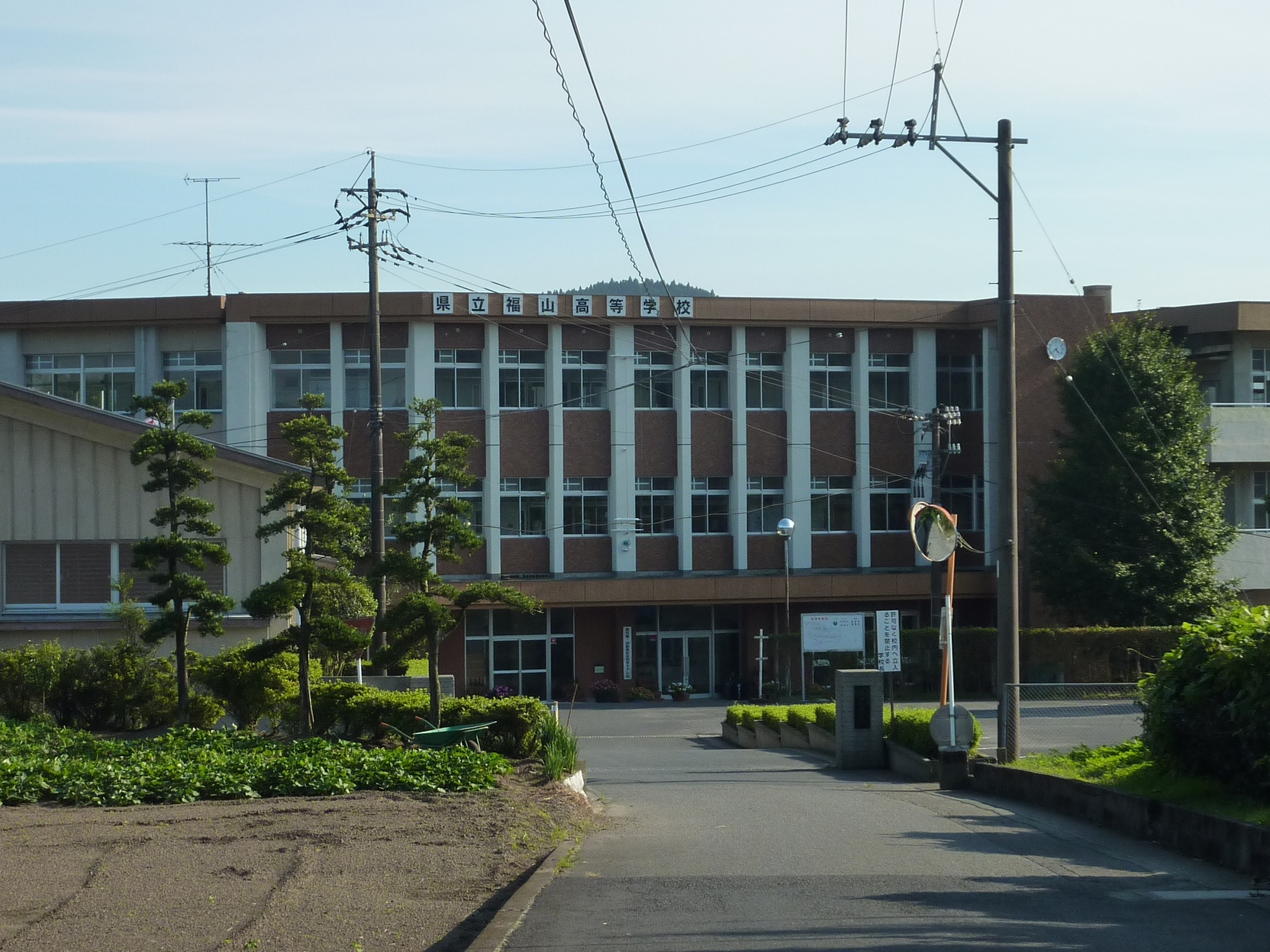
鹿児島県立福山高等学校

特別支援学校

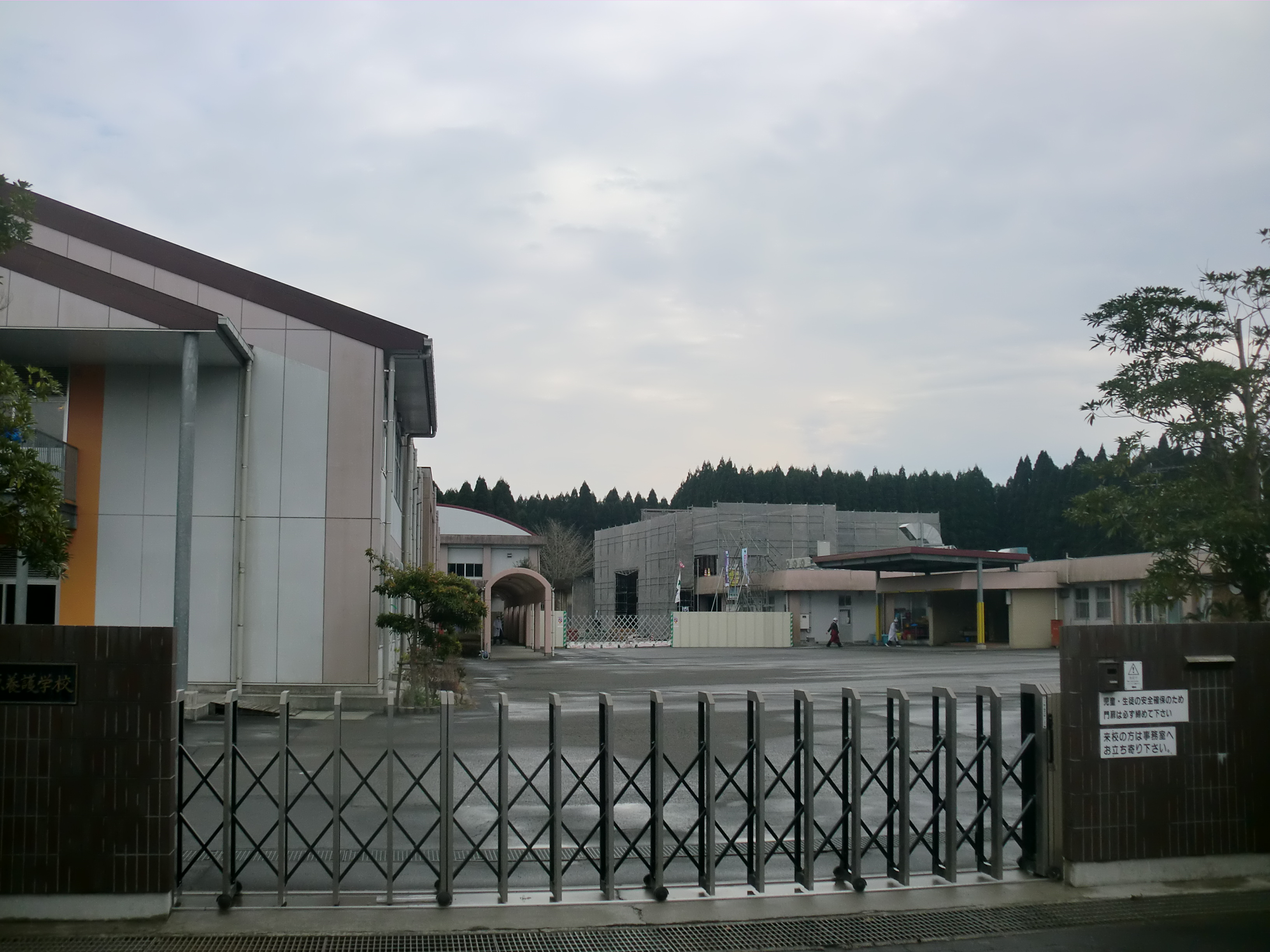
鹿児島県立牧之原養護学校

中学校

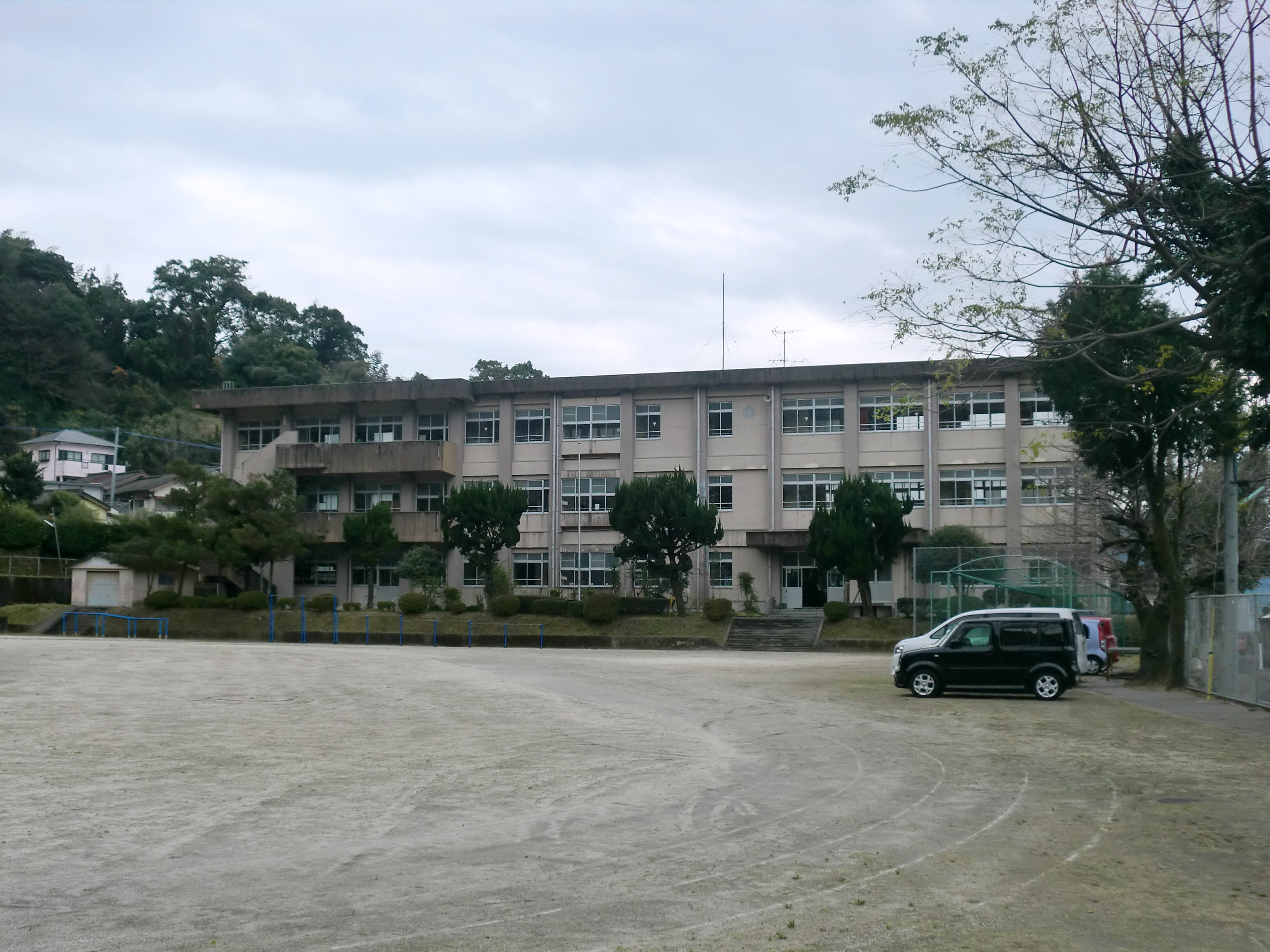
福山町立福山中学校
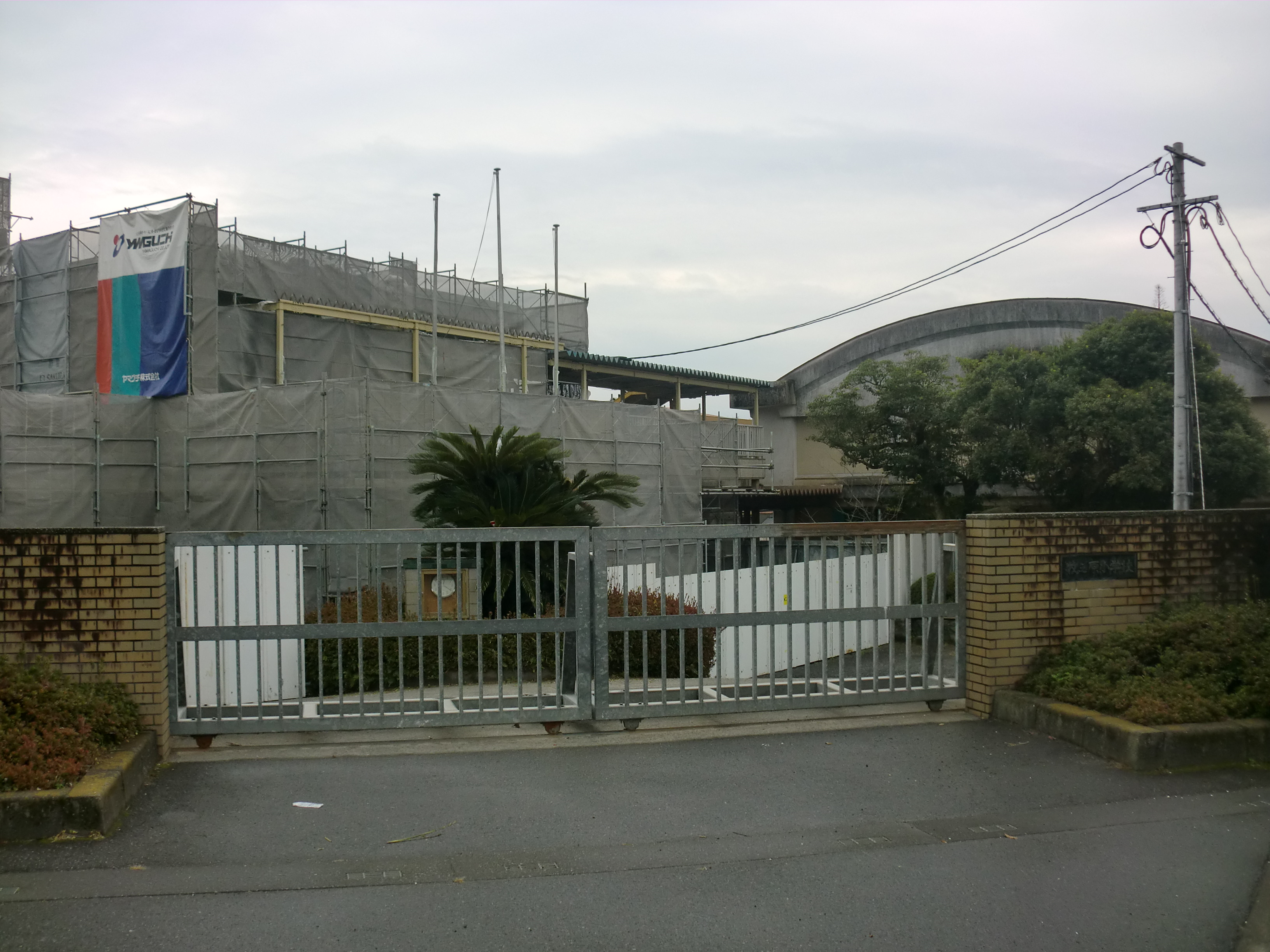
福山町立牧之原中学校

小学校
- 福山町立福山小学校
- 福山町立牧之原小学校

幼児教育
- 社会福祉法人金剛福祉会牧之原保育園
- 福山町立福山幼稚園
- 福山町立牧之原幼稚園

統廃合になった学校
- 佳例川小学校
- 比曽木野小学校
- 福地小学校
- 福沢小学校

その他学校
- 鹿児島県立若駒学園

## 交通

### 道路
- 高速道路
  - 東九州自動車道（通過のみ）
- 一般国道
  - 国道10号、国道504号、国道220号
- 都道府県道
  - 県道63号志布志福山線、県道478号比曽木野福山港線

### バス
- 鹿児島交通

### 船舶
- 福山港

### 鉄道（廃止路線）
- 日本国有鉄道大隅線
  - 大廻駅 - 大隅福山駅

## 名所・旧跡・観光スポット
- 松下美術館
- 旧田中別邸
- 宮浦宮（夫婦銀杏）
- 島津忠将公の墓
- 日本一の花文字（惣陣ヶ丘）

## 出身有名人
- 田中省三（実業家、衆議院議員）
- 錦洋与三郎
- 米沢隆
- 新鍋理沙（全日本女子バレー登録メンバー）